# Yttrefjärd
De Yttrefjärd, buitenste fjord, is een meer annex fjord in Zweden in het noordwesten van de Botnische Golf. Het –fjärd duidt erop dat het vroeger een onderdeel van de Botnische Golf was, maar door postglaciale opheffing in dit gebied is het tegenwoordig bijna helemaal door land omsloten en heeft het alleen naar het zuidoosten nog een opening naar zee. Het water uit de Yttrefjärd komt van de Inrefjärd, het meeste van de Pite en stroomt via de zeestraat Pitsundet verder naar de Botnische Golf. De gemiddelde diepte is ongeveer 10 meter.
De Yttrefjärd wordt bijna helemaal door landelijke gebied omsloten. Er liggen op de noordoever nog enkele havens en woonwijken van de stad Piteå, op de zuidoever is er nauwelijks sprake van bewoning. Daar loopt alleen de Europese weg 4.